# Margarita (satélite)
Margarita es el único satélite irregular no retrógrado de Urano. Fue descubierto el 29 de agosto de 2003 por Scott S. Sheppard y David C. Jewitt, y su designación provisional fue S/2003 U 3.
Debe su nombre a la sirvienta de Hero en la obra Mucho ruido y pocas nueces de William Shakespeare. También es llamado Uranus XXIII.